# Zhang Lu (Politiker)
Zhang Lu (chinesisch 張魯 / 张鲁, Pinyin Zhāng Lǔ, W.-G. Chang Lu;) Zì: Gongqi (chinesisch 公祺, Pinyin Gōngqí, W.-G. Kung-chi) war der Kommandant von Hanzhong im Vorfeld der Zeit der Drei Reiche im alten China.
Er hatte den Posten und die Bewegung Fünf Scheffel Reis (siehe Himmelsmeister) von seinem Vater Zhang Heng bzw. seinem Großvater Zhang Daoling geerbt. Zhang Lu wurde 212 von dem Warlord Cao Cao angegriffen und konnte sich zunächst dank seines geschickten Ministers und Heerführers Yan Pu behaupten. Aber nach drei Jahren war er schließlich gezwungen, sich Cao Cao zu unterwerfen. Damit gewann Cao Cao die Kontrolle über die wichtige Grenzstadt Hanzhong und dominierte das nördliche China.
| Personendaten    | Personendaten                        |
| ---------------- | ------------------------------------ |
| NAME             | Zhang, Lu                            |
| ALTERNATIVNAMEN  | Gongqi                               |
| KURZBESCHREIBUNG | chinesischer Kommandant von Hanzhong |
| GEBURTSDATUM     | vor 212                              |
| GEBURTSORT       | China                                |
| STERBEDATUM      | nach 215                             |
| STERBEORT        | China                                |